# Braco Dimitrijević
Braco Dimitrijević (Sarajevo, 18 giugno 1948) è un artista bosniaco, nato jugoslavo.

## Biografia
Laureato presso l'Accademia di Zagabria nel 1971, ha proseguito i propri studi alla Saint Martin's School of Art di Londra. Espone a livello internazionale dagli anni settanta. Tra le varie mostre si segnalano la personale del 1985 alla Tate Gallery e la partecipazione a documenta 5 e 6 (1972 e 1977) e alla Biennale di Venezia (1990 e 1993). Sue opere sono conservate tra gli altri nelle collezioni della Tate Gallery, del Centre Pompidou e nella collezione "Terrae Motus" alla Reggia di Caserta.